# 홍성희 (체조 선수)
홍성희(1969년 7월 7일~)는 대한민국의 리듬 체조 선수로, 1988년 하계 올림픽에 참가했다.